# Clàudia Rius i Llorens
Claudia Rius i Llorens (Capellades, 1994) es una periodista cultural y creadora de contenidos audiovisuales española.

## Trayectoria
Graduada en Periodismo por la Universidad Autónoma de Barcelona (UAB), cursó un máster en Estudios comparativos de literatura, arte y pensamiento en la Universidad Pompeu Fabra (UPF). En mayo de 2021 se convirtió en jefa de comunicación de la Consejería de Cultura de la Generalidad de Cataluña.
En 2017, fue jefa de redacción del medio digital Núvol donde también coordinaba la sección de arte. Su trabajo al frente de esta sección permitió al medio ser reconocido con uno de los galardones de la 36 edición de los Premios de la Asociación Catalana de Críticos de Arte (ACCA).
Junto con Juliana Canet, Bru Esteve y Arnau Rius, fue una de las impulsoras del Canal Malaia, un proyecto iniciado en 2020 para promover la creación de contenidos en catalán en Internet, especialmente en plataformas digitales como YouTube e Instagram.
También es una de las creadoras de Gent de merda, un pódcast catalán de entretenimiento vertebrado en torno a entrevistas y reflexiones sobre las preocupaciones de los milenials que se empezó a emitir a finales del 2019.

## Reconocimientos
Su trabajo al frente de la sección de arte del medio digital Nube fue reconocido con uno de los galardones de la 36 edición de los Premios de la Asociación Catalana de Críticos de Arte (ACCA).
Rius ha sido miembro de los jurados del Premio Mercè Rodoreda de cuentos y narraciones y del Premio Ciudad de Barcelona.